# الربان والقائد: الجانب البعيد عن الوطن (فلم)
الربان والقائد: الجانب البعيد عن الوطن فيلم ملحمي أصدر سنة 2003 وأخرجه بيتر وير ومن بطولة راسل كرو بدور "جاك أوبري"، الفيلم من إصدار أفلام ميرماكس وتونتيث سينتشوري فوكس.
رشح الفيلم في حفل توزيع جوائز الأوسكار السادس والسبعون لعشر جوائز أوسكار من ضمنها أفضل فيلم، وفاز بجائزة الأوسكار لأفضل مونتاج صوتي وبجائزة الأوسكار لأفضل تصوير سينمائي أما الفئات الأخرى فخسرها لصالح فيلم سيد الخواتم.

## طاقم التمثيل
- راسل كرو بدور القائد جاك أوبري.
- بول بيتاني بدور طبيب السفينة ستيفن ماتورين.
- جيمس دارسي بدور ملازم أول توماس بولينغ.
- إدوارد ودال بدور ملازم ثاني ويليام مويت.
- بيلي بويد
- كريس لاركان
- ماكس بيركيس
- ماكس بنيتز

## القصة
تجري أحداث الفيلم في سنة 1805 أثناء الحروب النابليونية. يأمر القائد جاك أوبري -المحظوظ- بتعقب السفينة الفرنسية الأكيرون. يسمع طاقم السفينة البريطانية في بداية الفيلم صوت جرس فتصبح السفينة في حالة استنفار، بينما ينظر القائد جاك أوبري بمنظاره عبر الضباب فيرى نيران مدفعية السفينة الفرنسية "الأكيرون التي هي ضعف حجم سفينته مرتين.

## الإنتاج

### التطوير
الفيلم يجمع بين عناصر مختلفة من 13 رواية لباتريك براين، لكن القصة الأساسية مأخوذة من رواية الجانب البعيد عن الوطن، على كل، في نسخة الفيلم تجري الأحداث في 1805 بدلا من 1813 أثناء حرب 1812، حيث قرر المنتجون فعل ذلك كي لا توجه إهانة للجمهور الأمريكي.

### الصوت
فاز ريتشارد كينج بجائزة الأوسكار عن عمله في الفيلم حيث كانت المؤثرات الصوتية واقعية، خاصة في مشاهد الحرب والعواصف. ريتشارد ومخرج الفيلم أمضيا شهورا في قراءة روايات باتريك برايان للحصول على وصف دقيق للأصوات التي يجب استعمالها في الفيلم.

## الإصدار

### العرض الرسمي
عرض الفيلم لأول مرة في أمريكا الشمالية بتاريخ 14-16 نوفمبر 2003.

### الميزانية والإيرادات
بلغت تكلفة إنتاج الفيلم 150 مليون دولار وحقق أرباحا تقدر 212,011,111 مليون دولار.

### ردود النقاد
حصل الفيلم على تقييمات إيجابية ففي موقع الطماطم الفاسدة حصل على تقييم 85 بالمئة، وفي موقع ميتاكريتيك حصل على تقييم 81 بالمئة.

### الجوائز والترشيحات
فاز الفيلم بجائزتي أوسكار ورشح لعشر جوائز أوسكار.
| السنة | المناسبة                                 | الفئة              | الممثل     | النتيجة |
| ----- | ---------------------------------------- | ------------------ | ---------- | ------- |
| 2002  | حفل توزيع جوائز الأوسكار السادس والسبعون | أفضل تصوير سينمائي | روسال بويد | فوز     |
| 2002  | حفل توزيع جوائز الأوسكار السادس والسبعون | أفضل مونتاج صوتي   | ريشار كينغ | فوز     |
| 2002  | حفل توزيع جوائز الأوسكار السادس والسبعون | أوسكار لأفضل فيلم  |            | رُشِّح     |
| 2002  | حفل توزيع جوائز الأوسكار السادس والسبعون | أوسكار لأفضل مخرج  | بيتر وير   | رُشِّح     |
| 2002  | حفل توزيع جوائز الأوسكار السادس والسبعون | أفضل تصميم إنتاج   |            | رُشِّح     |
| 2002  | حفل توزيع جوائز الأوسكار السادس والسبعون | أفضل تصميم أزياء   |            | رُشِّح     |
| 2002  | حفل توزيع جوائز الأوسكار السادس والسبعون | أفضل مونتاج        |            | رُشِّح     |
| 2002  | حفل توزيع جوائز الأوسكار السادس والسبعون | أفضل خلط أصوات     |            | رُشِّح     |
| 2002  | حفل توزيع جوائز الأوسكار السادس والسبعون | أفضل تأثيرات بصرية |            | رُشِّح     |

## وصلات خارجية
- الموقع الرسمي
- مقالات تستعمل روابط فنية بلا صلة مع ويكي بيانات
- الربان والقائد: الجانب البعيد عن الوطن على موقع أول موفي.